# Maurice Huet
Pour les articles homonymes, voir Huet.
Maurice Huet, né le 1er décembre 1918 dans le 18e arrondissement de Paris et mort le 8 juin 1991 à Tours, est un escrimeur français, ayant pour arme l'épée.
Il est sacré champion olympique d'escrime en épée par équipes aux Jeux olympiques d'été de 1948 à Londres.
Huet est ensuite vice-champion du monde d'escrime en épée par équipes en 1950 à Monte-Carlo, en 1953 à Bruxelles et en 1955 à Rome. Il est aussi médaillé de bronze, toujours dans la même épreuve, en 1954 à Luxembourg et en 1958 à Philadelphie.

## Référence
1. ↑  État civil sur le fichier des personnes décédées en France depuis 1970.